# Dicranomyia (Dicranomyia) acuproducta
Dicranomyia (Dicranomyia) acuproducta is een tweevleugelige uit de familie steltmuggen (Limoniidae). De soort komt voor in het Neotropisch gebied.